# Violeta Chamorro
Violeta Barrios de Chamorro (Rivas, 18 de outubro de 1929 – San José, 14 de junho de 2025) foi uma jornalista e política nicaraguense, foi 50ª presidente de seu país entre os anos de 1990 a 1997, Chamorro também foi a primeira mulher eleita para o cargo de presidente da República por meio de uma eleição direta no continente americano, a segunda no hemisfério ocidental e a quinta no mundo.

## História

### Início de vida, educação e família
Nascida em Rivas, Violeta cresceu numa família abastada e fez parte dos seus estudos nos Estados Unidos. Quando regressou à Nicarágua casou com Pedro Chamorro, celebre jornalista que herdara da família o jornal ‘La Prensa’. Como o jornal apresentava críticas a ditadura vigente de Anastasio Somoza, Pedro esteve várias vezes preso ou exilado. Em 1978 foi assassinado por ordens do ditador, que estava prestes a ser derrubado pela Frente Sandinista, um grupo político de esquerda.

### Carreira política
Desde 1979, quando a Frente Sandinista de Libertação Nacional depôs o ditador Anastasio Somoza, a Nicarágua vivia à beira de um colapso econômico, castigada por uma guerra civil entre os defensores do socialismo e os contras, como a guerrilha antissandinista apoiada pelos Estados Unidos, que fazia oposição ao regime revolucionário, os nicaraguenses elegeram Violeta Chamorro em 26 de fevereiro de 1990, para um mandato de seis anos na Presidência. A escolha apontava para um processo delicado de transição política.
Violeta Chamorro é viúva de um jornalista assassinado pela polícia de Somoza. Ela deixara o movimento socialista para integrar a oposição, sendo indicada candidata da União Nacional de Oposição, coalizão de 14 partidos que abrigava de conservadores a comunistas.
Quando Chamorro subiu ao poder, a frágil economia nicaraguense parecia condenada a uma eterna crise, alimentada pelo embargo comercial decretado em 1985 pelo presidente dos EUA, Ronald Reagan. Em 1989, a inflação chegara a 1.700% e o desemprego atingira 35% da população economicamente ativa. O nível de produção nos setores primário e secundário, em 1990, não ultrapassava a marca da década de 50. Somente com a posse de Chamorro os Estados Unidos tirariam a Nicarágua do embargo econômico.
Os anos de Violeta Chamorro no poder iniciaram um período de declínio económico e social significativo para a Nicarágua. De 1990 a 2001, o país caiu de 60º para 116º lugar no mundo em termos de desenvolvimento humano, e tornou-se o país mais pobre das Américas depois do Haiti, de acordo com o PNUD. A despesa pública per capita em saúde caiu de $35 em 1989 para $14 em 1995. A assistência médica no parto e o diagnóstico de cancros femininos foram reduzidos. Os centros de desenvolvimento infantil criados na década de 1980 - que cobriam 75.000 crianças - foram abolidos. A esperança de vida caiu de 66 anos em 1989 para 60 anos em 1996, devido ao aumento de doenças infecciosas e desnutrição. A mortalidade infantil aumentou de 58 por 1.000 em 1990 para 72 por 1.000 em 1995.

## Morte
Morreu no dia 14 de junho de 2025, vítima de complicações de um Acidente Vascular Cerebral sofrido em 2018.